# Podkanja vas
Podkanja vas (nemško Ratzendorf) je naselje v Občini Gospa Sveta v Okraju Celovec-dežela na Koroškem v Avstriji.